# Långsamtgående fordon

LGF-skylt.

Långsamtgående fordon, LGF, är fordon vars högsta tillåtna hastighet är 45 km/h, till exempel traktorer, motorredskap, EPA-Traktorer, mopedbilar, vissa släpfordon och fordon som bogserar.
Redan 1974 föreslog motorredskapsutredningen införandet av en LGF-skylt för långsamtgående fordon i trafikfrämjande syfte. Studier hade gjorts i USA, där skylt för LGF-fordon införts redan 1967. Efter en lång utredning infördes på frivillig basis en särskild skylt för långsamtgående fordon i augusti 1980, men blev från och med den 1 januari 1982 ett krav.
Vid framförande på allmän väg ska långsamtgående fordon ha LGF-skylt baktill. De får inte framföras på motorväg, motortrafikled och på vissa vägsträckningar som särskilt markerats för detta. De senare vägarna är ofta starkt trafikerade vägar där det finns bra alternativ för LGF-fordon. Man får dock bogsera andra fordon som fått nödstopp på vägen men då får man endast köra på höger vägren och endast till närmaste avfart.